# Кеврекидис, Панайотис
Панайо́тис (Па́нос) Й. Кевреки́дис (греч. Παναγιώτης (Πάνος) Γ. Κεβρεκίδης, англ. Panayotis (Panos) G. Kevrekidis; род. Греция) — греческий и американский математик, один из ведущих мировых экспертов в области нелинейных явлений. Профессор факультета математики и статистики Массачусетского университета в Амхерсте.
h-индекс = 65, процитирован > 18 450 раз.

## Биография

### Образование
Афинский национальный университет имени Каподистрии (бакалавра наук, 1996), Ратгерский университет (магистра наук, 1998; доктора философии и магистра философии, 2000), постдокторантура в Принстонском университете (исследования в области вычислительной и прикладной математики) и Лос-Аламосской национальной лаборатории (2000—2001).

### Карьера
2001—н. в.: ассистент-профессор (2001—2005), ассоциированный профессор (2005—2010), профессор (2010—н. в.) факультете математики и статистики Массачусетского университета в Амхерсте.
Проводил научно-исследовательскую работу в Гейдельбергском университете, Гамбургском университете, Миннесотском университете и многих других университетах и странах. Сотрудничает с Амхерстским колледжем, Университетом Хартфорда и др.
Исследования Кеврекидиса в разное время финансировались Национальным научным фондом, Военно-воздушными силами США, Европейским исследовательским советом, а также многочисленными частными фондами, в том числе Фондом Александра фон Гумбольдта, Фондом имени Александра Онассиса и Американо-израильским двунациональным научным фондом.

## Научные интересы
Математическая физика, теоретическая физика, нелинейная оптика, материаловедение, формирование паттернов, нелинейные дифференциальные уравнения в частных производных и с запаздывающим аргументом, динамические системы, нелинейные волны, физики материалов, оптическая и атомная физика, а также математическая биология (главным образом ангиогенез в опухоли, динамика нефронов и моделирование ДНК), простые космологические модели, нуклеация в атмосфере, загустевание и другие фазовые переходы полимеров, динамика аэрозолей в атмосфере и человеческом теле (вдыхание частиц и их оседание в дыхательных путях), каталитическая химия и реакционно-диффузные модели, динамика в стеклообразных и других материалах и их энергетический ландшафт.

## Членство в организациях
- 2014 — фелло Американского физического общества
- 2017 — фелло Общества промышленной и прикладной математики[англ.][7]

## Награды и почести
- 2003 — Премия «CAREER»[англ.] по прикладной математике от Национального научного фонда США[8].
- 2008 — Международная премия Стефаноса Пневматикоса[англ.] за исследования в области нелинейных явлений.
- 2008 — Премия Гумбольдта[9][10].
- 2003, 2013 — Премия Дж. Д. Кроуфорда[англ.] от Группы по динамическим системам Общества содействия развитию промышленной и прикладной математики[англ.] «за его вклад в наше понимание локализованных решений нелинейных волновых уравнений и их разработку для ряда прикладных целей в нелинейной оптике и физике конденсированного состояния, включая конденсаты Бозе — Эйнштейна и гранулированные кристаллы»[1][11].
- 2013 — Премия Аристидиса Ф. Палласа от Афинской академии наук за статью «Nonlinear Waves in Lattices: Past, Present, Future» в области анализа[1][12].
- 2015 — Премия Станислава М. Улама для выдающихся учёных (Стипендия Улама) от Центра нелинейных исследований при Лос-Аламосской национальной лаборатории[13].
- 2016 — стипендиат «Стипендиальной программы для греческой диаспоры» (англ. Greek Diaspora Fellowship Program) — программы по обмену для учёных греческого происхождения[14][15].
- Премия за выдающуюся статью от Общества содействия развитию промышленной и прикладной математики[16].

## Избранные публикации
- N.J. Balmforth, R.V. Craster and P.G. Kevrekidis, Being Stable and Discrete, Physica 135D, 212—232 (2000).
- P.G. Kevrekidis and M.I. Weinstein, Dynamics of Lattice Kinks, Physica 142D, 113—152 (2000).
- T. Kapitula and P. Kevrekidis, Stability of Waves in Discrete Systems, Nonlinearity 14, 533—566 (2001).
- B.A. Malomed and P.G. Kevrekidis, Discrete Vortex Solitons, Phys. Rev. E 64, 026601, 6 pages (2001).
- P.G. Kevrekidis, K.O. Rasmussen and A.R. Bishop, The Discrete Nonlinear Schrodinger Equation: A Survey of Recent Results, Int. J. of Mod. Phys. B 15, 2833—2900 (2001).
- A. Smerzi, A. Trombettoni, P.G. Kevrekidis and A.R. Bishop, Superfluid-Insulator Transition in a Chain of Weakly Coupled Bose-Einstein Condensates, Phys. Rev. Lett. 89, 170402, 4 pages (2002).
- G.L. Alfimov, P.G. Kevrekidis, V.V. Konotop and M. Salerno, Wannier function analysis of the nonlinear Schrodinger equation with a periodic potential, Phys. Rev. E 66, 046608, 5 pages (2002).
- C.I. Siettos, I.G. Kevrekidis and P.G. Kevrekidis, Focusing Revisited: A Renormalization/Bifurcation Approach, Nonlinearity 16, 497—506 (2003).
- P.G. Kevrekidis, G. Theocharis, D.J. Frantzeskakis, and Boris A. Malomed, Feshbach Resonance Management for Bose-Einstein Condensates, Phys. Rev. Lett. 90, 230401 (2003).
- T.Kapitula, P.G. Kevrekidis and B. Sandstede, Counting eigenvalues via the Krein signature in infinite-dimensional Hamiltonian systems, Physica D 195, 263—282 (2004).
- A. Stefanov and P.G. Kevrekidis, Asymptotic behavior of small solutions for the discrete nonlinear Schrodinger and Klein-Gordon equations, Nonlinearity 18, 1841—1857 (2005).
- D.E. Pelinovsky, P.G. Kevrekidis and D.J. Frantzeskakis, Stability of discrete solitons in Nonlinear Schrodinger Lattices, Physica D 212, 1-19 (2005).
- D.E. Pelinovsky, P.G. Kevrekidis and D.J. Frantzeskakis, Persistence and stability of discrete vortices in nonlinear Schrodinger lattices, Physica D 212, 20-53 (2005).
- X. Wang, Z. Chen and P.G. Kevrekidis, Observation of discrete solitons and soliton rotation in optically-induced periodic ring lattices, Phys. Rev. Lett. 96, 083904, 4 pages (2006).
- M. Centurion, M.A. Porter, P.G. Kevrekidis and D. Psaltis, Nonlinearity Management in Optics: Experiment, Theory and Simulation, Phys. Rev. Lett. 97, 033903, 4 pages (2006).[2]